# پرتیچ ریور (کالامازو)
پرتیچ ریور (کالامازو) (به انگلیسی: Portage River (Kalamazoo/St. Joseph Counties)) رودخانه‌ای است که در ایالات متحده آمریکا جریان دارد.